# Edmonton Transit System
Edmonton Transit System, ou ETS, est l'établissement public fondé en 1908 assurant l'exploitation des transports en commun de la ville d'Edmonton, dans la province d'Alberta, au Canada. Elle exploite l'unique ligne du métro d'Edmonton et 190 lignes de bus.